# گویش‌های تبری گونه
گویش‌های طبری گونه یا گویش‌های تبروید (Tabaroid) به گویش‌هایی از زبان مازندرانی گفته می‌شود که تحت تأثیر زبان فارسی قرار دارند. این گویش‌ها که در ناحیهٔ جنوبی البرز مرکزی محدودهٔ جاجرود، بخش رودبار قصران شمیرانات، بخش آسارا کرج گویش می‌شوند گونه‌ای از زبان طبری می‌باشند که با مقادیر مختلفی با زبان فارسی ترکیب شده‌اند. همچنین گویش بالا طالقان گویشی از زبان طبری می‌باشد که با گویش کلارستاقی در ارتباط است. این گونه از گویش‌های طبری از نظر واج‌شناسی، واژگان و مورفولوژی فعل، کاملاً مازندرانی هستند ولی مخلوطی از واژگان فارسی را دارا می‌باشند. به گفتهٔ حبیب برجیان در دامنه جنوبی رشته کوه البرز طیف وسیعی از لهجه‌های ترکیبی وجود دارند که می‌توانند به دو گروه تقسیم شوند: گروه نخست گویش‌های طبری هستند که تحت تأثیر زبان فارسی هستند که اصطلاحاً به آن گویش تبروید گفته می‌شود و گروه دوم گویش‌های فارسی هستند که تحت تأثیر زبان طبری هستند و به نوعی مرز انتقال دو زبان طبری و فارسی محسوب می‌شوند که اصطلاحاً به آن گویش فارسی طبری گفته می‌شود.
دانشنامه ایرانیکا در باب زبان منطقهٔ قصران آورده است که باید به دو بخش تقسیم شود. زبان بومیان شمال و شمال شرق بخش درونی قصران، نزدیکی بسیار زیادی به زبان مازندرانی دارد. گویش منطقهٔ جنوبی از اوشان در مرکز تا جیرود و تجریش در جنوب شمیران گونه‌ای فارسی-مازندرانی است و ویژگی‌های زبان‌های کاسپین را دارد. در سال‌های دور، آن دسته از بومیان تهران که در محدودهٔ ونک و شمیران سکونت داشتند به دلیل مجاورت با استان مازندران لهجه مازندرانی داشتند. والنتین ژوکوفسکی خاورشناس و زبان‌شناس روس، اواخر قرن ۱۹ میلادی در سفری که به ایران داشت در حوالی شمیران با گویش تجریشی آشنا شده و در آثارش به این گویش اشاره می‌کند؛ گویشی که شباهت بسیاری با گویش مازندرانی دارد. تا امروز در محدوده‌هایی از جمله سرآسیاب دولاب، شاه عبدالعظیم و… هنوز هم افرادی با لهجهٔ شمرانی صحبت کنند؛ لهجه‌ای که ملایم شدهٔ گویش مازنی است. گیتی دیهیم در کتاب بررسی خرده‌گویش‌های منطقهٔ قصران به انضمام واژه‌نامهٔ قصرانی آورده است: البته زبان رایج در لالان مانند اوشان، فشم، میگون و لواسان، کاملاً تاتی نیست و زبان مازندرانی بسیار در آن نفوذ یافته است. گویش مردم لالان به گویش روستاهای امامه، زایگان، آبنیک، گرمابدر، میگون و شمشک در قصران بسیار نزدیک است. نفوذ مازندرانی در زبان تاتی قصران به این دلیل است که قصران در گذشته تحت حاکمیت طبرستان قرار داشته اما در تقسیمات کشوری معاصر جزو استان تهران محسوب می‌شود.حسین کریمان در جلد دوم کتاب قصران کوهسران آورده است :منطقهٔ قصران باستانی شامل مناطق اوشان، فشم، شمشک، گاجره و روستاهای کوهپایه‌ای توچلال تا مناطق غربی رودخانه جاجرود. زبان عمومی مردم قصران لهجه‌ای از زبان باستانی پهلوی است که زبان طبری یا مازندرانی، که از ریشهٔ زبان‌های دیرین ایرانی است، و عربی و اندکی ترکی، بدان درآمیخته و از زبان دری نیز در قرون اسلامی تأثیر یافته است، و هرچه از ری به مازندران نزدیک‌تر شوند بر میزان لهجهٔ مازندرانی به همان نسبت افزوده می‌شود، چنان‌که در لهجهٔ میگون و شهرستانک و لالان و زایگان و روته و گرمابدر و شمشک و دربندسر لهجهٔ مازندرانی غلبه دارد.

## محدوده جغرافیایی
گویش‌های طبری گونه شمال استان‌های تهران و البرز را در برمی‌گیرد و به پنج قسمت تقسیم می‌شود.
1. بخش آسارا شهرستان کرج: نواحی همچون لانیز، شهرستانک، شلنگ، همه جا، آسارا؛ همچنین گویش دیزین و ولاترو بخش آسارا و گویش روستاهای بالا طالقان جز زبان مازندرانی است و زیرمجموعهٔ گویش‌های طبری‌گونه قرار نمی‌گیرد.
2. بخش طالقان شهرستان طالقان: نواحی بالا طالقان به گویش مازندرانی طالقان سخن می‌گویند که شبیه به گویش مردم چالوس می‌باشد. نواحی پایین طالقان و میان طالقان به گویش طالقانی سخن می‌گویند.[۸]
3. بخش رودبار قصران شهرستان شمیرانات: نواحی همچون دربندسر، شنستان، لالان، میگون، گرمابدر، جیرود، امامه، روته، زایگان، آبنیک، شمشک
4. بخش لواسان شهرستان شمیرانات: نواحی همچون ایرا
5. بخش رودهن شهرستان دماوند: نواحی همچون وسکاره؛ همچنین گویش نواحی شمالی دماوند همچون آبعلی جز زبان مازندرانی می‌باشد و زیر مجموعهٔ گویش‌های طبری‌گونه قرار نمی‌گیرد.

## دستور زبان

### ضمایر
در گویش‌های تبروید ضمیر سه حالت دارد: فاعلی، مفعولی و ملکی.
| ضمیر                   | ۱ مفرد       | ۲ مفرد       | ۳ مفرد   | ۱ جمع       | ۲ جمع        | ۳ جمع           |
| ---------------------- | ------------ | ------------ | -------- | ----------- | ------------ | --------------- |
| فاعلی، قصران شمیرانات  | men          | te/tu        | vi       | emâ/amâ     | šemâ         | vešun/unâhâ     |
| مفعولی، قصران شمیرانات | mener        | tere         | vire     | amener      | šemâre/šemer | vešunre/vešuner |
| ملکی، قصران شمیرانات   | me/mane/meni | te/tene/teni | vine/une | amene/ameni | šemene/šemi  | vešuni/vene     |

### شناسه
در زبان فارسی دو دسته شناسه داریم: گذشته و حال. اما در گویش‌های طبری گونه سه دسته شناسه داریم: گذشته، حال ساده و حال التزامی. (نمونه زیر بر اساس گویش قصران شمیرانات تنظیم شده است)
۱. گذشته:
- بن ماضی ساده: -burd = رفت
- بن ماضی استمراری: -ši = می‌رفت

| گذشته | ۱ مفرد | ۲ مفرد | ۳ مفرد | ۱ جمع | ۲ جمع | ۳ جمع |
| ----- | ------ | ------ | ------ | ----- | ----- | ----- |
| شناسه | ema    | i      | e/a    | emi   | eni   | ena   |

۲. حال ساده:
- بن مضارع اخباری: -šo = می‌رود

| حال ساده | ۱ مفرد | ۲ مفرد | ۳ مفرد | ۱ جمع | ۲ جمع | ۳ جمع |
| -------- | ------ | ------ | ------ | ----- | ----- | ----- |
| شناسه    | ema    | eni    | ene    | emi   | eneni | enena |

۳. حال التزامی:
- بن مضارع التزامی: -bur = برو

| حال التزامی | ۱ مفرد | ۲ مفرد | ۳ مفرد | ۱ جمع | ۲ جمع | ۳ جمع |
| ----------- | ------ | ------ | ------ | ----- | ----- | ----- |
| شناسه       | am     | i      | e      | im    | in    | an    |

### صرف فعل
در جدول زیر فعل رفتن (bašian/burdan) بر اساس گویش شمیرانی قصران شمیرانات در زمان‌های مختلف صرف می‌شود.
| زمان/شخص           | ۱ مفرد       | ۲ مفرد       | ۳ مفرد      | ۱ جمع         | ۲ جمع           | ۳ جمع           |
| ------------------ | ------------ | ------------ | ----------- | ------------- | --------------- | --------------- |
| گذشته ساده         | burdema      | burdi        | burda       | burdemi       | burdeneni       | burdenena       |
| گذشته کامل         | burde-beyma  | burde-bey    | burde-beya  | burde-beymi   | burde-beyni     | burde-beyna     |
| گذشته التزامی      | burde-bâm    | burde-bâi    | burde-bâ    | burde-bâim    | burde-bâin      | burde-bân       |
| گذشته التزامی کامل | burde-bi-bâm | burde-bi-bâi | burde-bi-bâ | burde-bi-bâim | burde-bi-bâin   | burde-bi-bân    |
| گذشته استمرای      | šima         | šii          | šia         | šimi          | šini            | šine            |
| گذشته در حال انجام | davema-šima  | davi-šii     | davia-šia   | davemi-šimi   | daveni-šini     | davena-šine     |
| حال ساده/آینده     | šoma         | šoni         | šona        | šomi          | šoneni          | šonena          |
| حال در حال انجام   | darema-šoma  | dari-šoni    | dare-šona   | daremi-šomi   | dareneni-šoneni | darenena-šonena |
| حال التزامی        | buram        | buri         | bure        | burim         | burin           | buran           |
| آینده نوع اول      | xâma buram   | xâni buri    | xâne bure   | xâmi burim    | xâneni burin    | xânena buran    |
| آینده نوع دوم      | veyne buram  | veyne bauri  | veyne bure  | veyne burim   | veyne burin     | veyne buran     |